# Relations entre les Émirats arabes unis et le Soudan
Les relations entre les Émirats arabes unis et le Soudan sont anciennes et porte à la fois sur des sujets économiques, sociaux et de sécurité.

## Historique
Le 26 novembre 2016, le président de la république du Soudan, Omar el-Bechir, s'est rendu aux Émirats arabes unis en visite afin de promouvoir la coopération entre les deux pays.
Après la chute d'Omar el-Bechir en avril 2019, les Émirats arabes unis et l'Arabie saoudite appuient « l’État profond » soudanais, notamment constitué des services de renseignement et des commandants des forces paramilitaires, contre les mobilisations de la société civile.
Les relations entre les ÉAU et la Soudan se dégradent après le déclenchement du conflit entre les FSR et l'armée régulière soudanaise en 2023. Les ÉAU sont accusés par le gouvernement et l'armée régulière soudanaise de soutenir les Forces de soutien rapide (FSR) dirigées par le général Hemedti. Ces accusations sont renforcées par un article d'août 2023 du Wall Street Journal lequel affirme que les Émirats arabes unis auraient financé et livré des armes aux FSR. Les ÉAU contestent ces faits. Ces accusations sont reprises publiquement en novembre 2023 par Yasser al-Atta (en), chef d'État major adjoint soudanais. De plus, il critique les ÉAU, les décrivant comme un État mafieux. En conséquence, trois diplomates soudanais basés aux ÉAU sont déclarés personae non grata et reçoivent l'ordre des ÉAU de quitter le pays sous 48 heures. Le Soudan pour sa part demande à 15 diplomates émiratis en poste à Khartoum de quitter le pays,. Le 18 juin 2024, devant le conseil de sécurité des Nations unies, Al-Harith Idriss al-Harith Mohamed (de), représentant permanent du Soudan auprès des Nations unies, accuse de nouveau les ÉAU de fournir des armes aux FSR et dénonce ce soutien comme la « la principale raison de la poursuite de la guerre ». Son homologue émirati, Mohamed Abushahab, nie l'implication des ÉAU,. Le 11 septembre 2024, toujours devant le conseil de sécurité des Nations unies, Al-Harith Idriss al-Harith Mohamed déclare qu'« il existe des preuves irréfutables que cette guerre que nous vivons est le résultat du soutien des Émirats aux milices qui commettent des crimes de guerre (en) et des crimes contre l’humanité au Darfour ». Mohamed Abushahab qualifie ces accusations de « sans fondement » et de « tentative cynique de détourner l'attention des faiblesses des forces armées soudanaises ». Le 30 septembre 2024, les ÉAU accusent l'aviation soudanaise d'avoir bombardé « la résidence du chef de mission des Emirats à Khartoum [...], entraînant d'importants dégâts au bâtiment ». L'armée soudanaise « condamne et rejette l'accusation des Emirats arabes unis », assurant qu'« elle ne cible pas les sièges des missions diplomatiques » et que « ceux qui commettent ces actes odieux et lâches sont les terroristes rebelles (RSF), soutenus dans leurs actions par un pays bien connu dans le monde ».
Le 5 mai 2025, La Cour internationale de justice rejette la plainte du Soudan contre les Émirats arabes unis (EAU), alléguant que les EAU ont violé la Convention sur le génocide en fournissant des armes aux Forces de soutien rapide et à d'autres groupes paramilitaires dans la région du Darfour.

## Coopération militaire
À la mi-décembre 2014, les forces armées émiriennes et soudanaises ont participé à une semaine d'exercices, « Héros de la Côte 1 », à Fijab au Soudan. Cet exercice portait notamment sur la protection des côtes et la formation des soldats.
Le commandant des unités paramilitaires Forces de soutien rapide, Mohamed Hamdan Dogolo, a envoyé des troupes en Libye et au Yémen pour le compte des Émirats arabes unis.

## Sources